# Fernando Pessa
Fernando Luís de Oliveira Pessa ComIH • GOM (Vera Cruz, Aveiro, 15 de abril de 1902 – Nossa Senhora de Fátima, Lisboa, 29 de abril de 2002) foi um dos mais famosos jornalistas portugueses do século XX. Convidado para a secção portuguesa da BBC, passou a viver em Londres durante a Segunda Guerra Mundial.

## Biografia

### Primeiros anos
Fernando Luís de Oliveira Pessa nasceu a 15 de abril de 1902, na Rua de Sá, freguesia de Vera Cruz, em Aveiro. Era filho de Adriano Luís de Oliveira Pessa (natural de Pombal) e de sua mulher, Maria Octávia Catela de Miranda Pinto (natural da Ilha de São Tomé). O seu pai era médico militar e, tendo sido destacado para as colónias ultramarinas portuguesas, deixou a família em Portugal continental.
Fernando Pessa viveu em Aveiro até aos dois anos. Foi em Penela, vila do distrito de Coimbra, que o jornalista recebeu a instrução primária. Fez o exame da 4.ª classe em 1911, em Coimbra, onde viveu até 1921.
Concluídos os estudos secundários, em que se preparara para os exames de admissão à "Escola de Guerra", tentou o ingresso na carreira militar como oficial de Cavalaria. Porém, como resultado da Primeira Guerra Mundial, havia oficiais em excesso e só era admitido quem frequentasse o Colégio Militar de Lisboa.
Antes de embarcar na carreira jornalística, trabalhou numa companhia de seguros e num banco, ainda em Coimbra, onde esteve pouco tempo. Em 1926 foi trabalhar para outra companhia de seguros, no Brasil, de onde regressou em 1934.

### Rádio

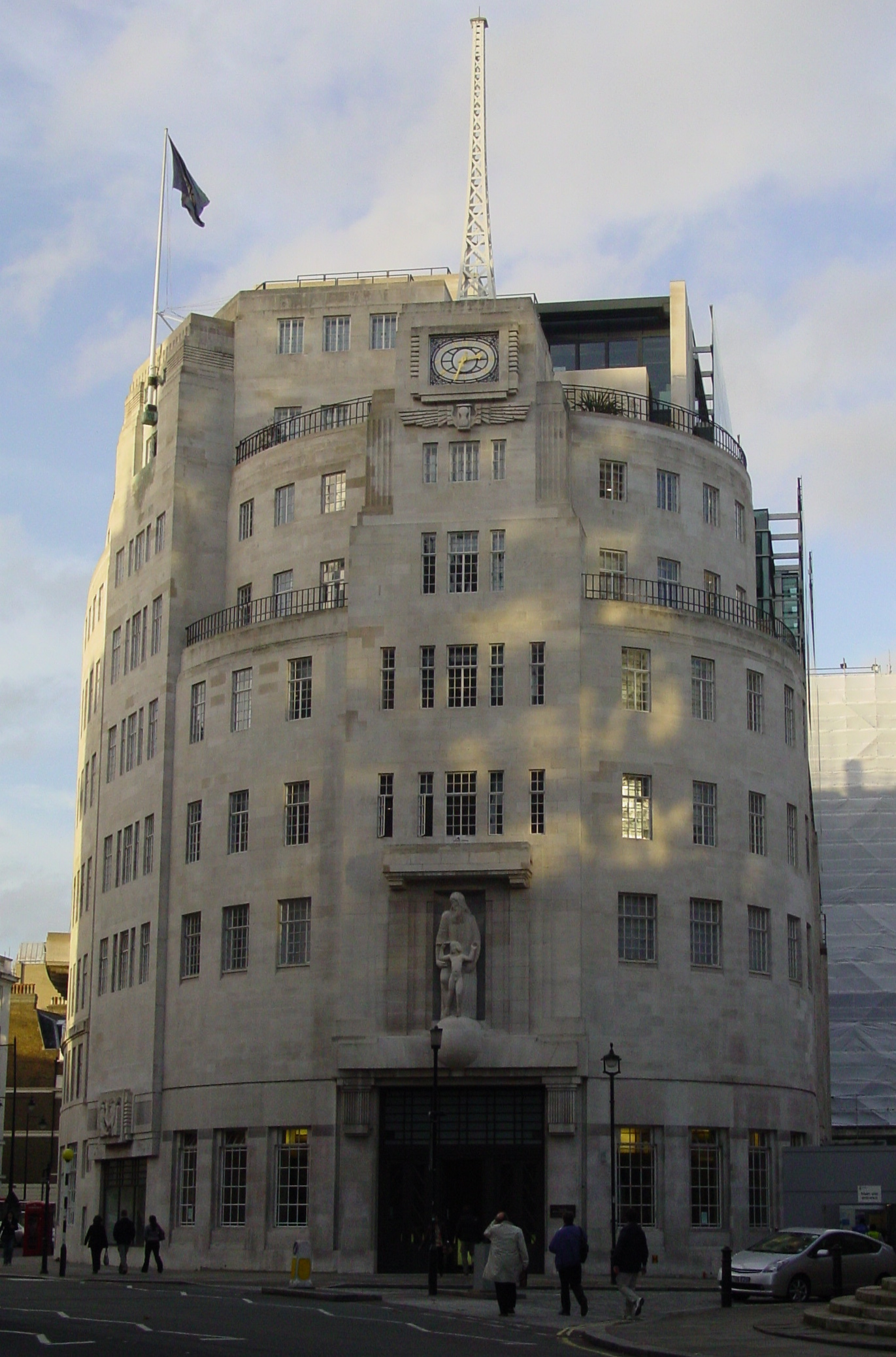
Edifício da BBC em Londres

Em 1934 candidatou-se aos quadros da recém criada Emissora Nacional, tendo ficado classificado em segundo lugar e, como gostava de sublinhar, “sem cunhas”. Iniciou, assim, uma carreira que nunca tinha pensado seguir. E assim transformou-se no primeiro locutor da Emissora Nacional.
Com uma semana de rádio, Pessa fez a sua primeira reportagem: a cobertura de um festival de acrobacia área na antiga Porcalhota, actual Amadora, a 4 de novembro de 1936.
Após quatro anos na Emissora Nacional, foi convidado para trabalhar na BBC, em Londres, em 1938. Começou por trabalhar com sotaque na secção brasileira e só quando um colega português adoeceu foi chamado para ler o noticiário. Neste ambiente sofreu os bombardeamentos alemães sobre Londres e se profissionalizou e notabilizou como correspondente durante a Segunda Guerra Mundial. Tornou-se conhecido por reportar os bombardeamentos em Londres e consolidou a sua popularidade com o programa Retiro da Blitz, onde Pessa interpretava fados por ele escritos, ridicularizando a figura de Hitler e as suas investidas contra Londres, de onde se destaca Compadre Adolfo.
A censura e a restrição das liberdades civis da ditadura de António de Oliveira Salazar acabaram por contribuir para o crescendo de popularidade das transmissões em português da BBC.
Foi casado primeira vez com Helena Amorim Goulart de Andrade, de quem se divorciou a 10 de julho de 1937.
Conheceu em Londres a sua segunda esposa, a locutora brasileira Simonne Alice Ruffier (Castro, Paraná, c. 1915), de ascendência inglesa e norte-americana, filha do funcionário consular inglês Fernando Emílio Ruffier e da norte-americana Maria Flagg Turner Ruffier, doméstica. Os dois casaram civilmente em Lisboa, a 5 de abril de 1947, no novo regresso de Fernando Pessa a Portugal.
No regresso a Lisboa, em 1947, a sua reentrada na rádio Emissora Nacional foi vedada por influência do regime, sendo forçado a voltar ao ramo dos seguros. Nesta época também fez dobragens de filmes e documentários, nomeadamente O Último Temporal - Cheias do Tejo e Portugal já Faz Automóveis, do cineasta Manoel de Oliveira. Acabou por participar do Plano Marshall de ajuda económica à Europa, quando Portugal se envolveu.
Encontram-se artigos da sua autoria na revista Mundo Gráfico (1940–1941), nomeadamente: "Uma guitarra na BBC" de 15 de fevereiro de 1943 (n.º 57) e "As mãos que vêem" de 30 de março de 1944 (n.º 84).
Apresenta 'Arco-Íris', de Francisco Mata e Jorge Alves, programa que ganhou vários prémios de Melhor Programa de Entretenimento. Arco-Íris era apresentado conjuntamente com nomes como Maria Leonor, Raúl Solnado e Isabel Wolmar.

### Televisão

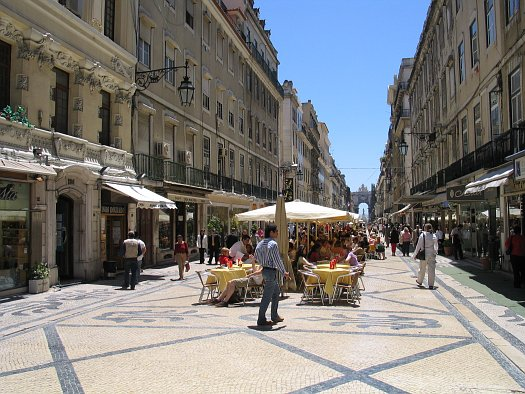
Rua Augusta, Lisboa. Foi nas pequenas reportagens sobre situações do quotidiano, principalmente da cidade de Lisboa, que a expressão “E esta, hein?” de Fernando Pessa se tornou popular

Depois da notoriedade enquanto repórter de guerra na BBC, realizou a primeira emissão em directo da RTP, em 7 de março de 1957, na Feira Popular de Lisboa, entrando para os quadros da RTP apenas a 1 de Janeiro de 1976, já com 73 anos.
A célebre expressão “E esta, hein?” marcou a sua carreira como repórter televisivo. A expressão surgiu como substituto dos palavrões que tinha vontade de dizer quando denunciava situações menos agradáveis do quotidiano do país nos seus "bilhetes postais". Neste contexto, era por vezes criticado por privilegiar nas suas sátiras os políticos cuja ideologia não partilhava, poupando em geral os que pudessem ser conotados com a esquerda.

### Últimos anos
Continuou a trabalhar quase até morrer.
Fernando Pessa morreu a 29 de abril de 2002, na freguesia de Nossa Senhora de Fátima, em Lisboa, poucos dias depois de completar cem anos.

## Homenagens e distinções

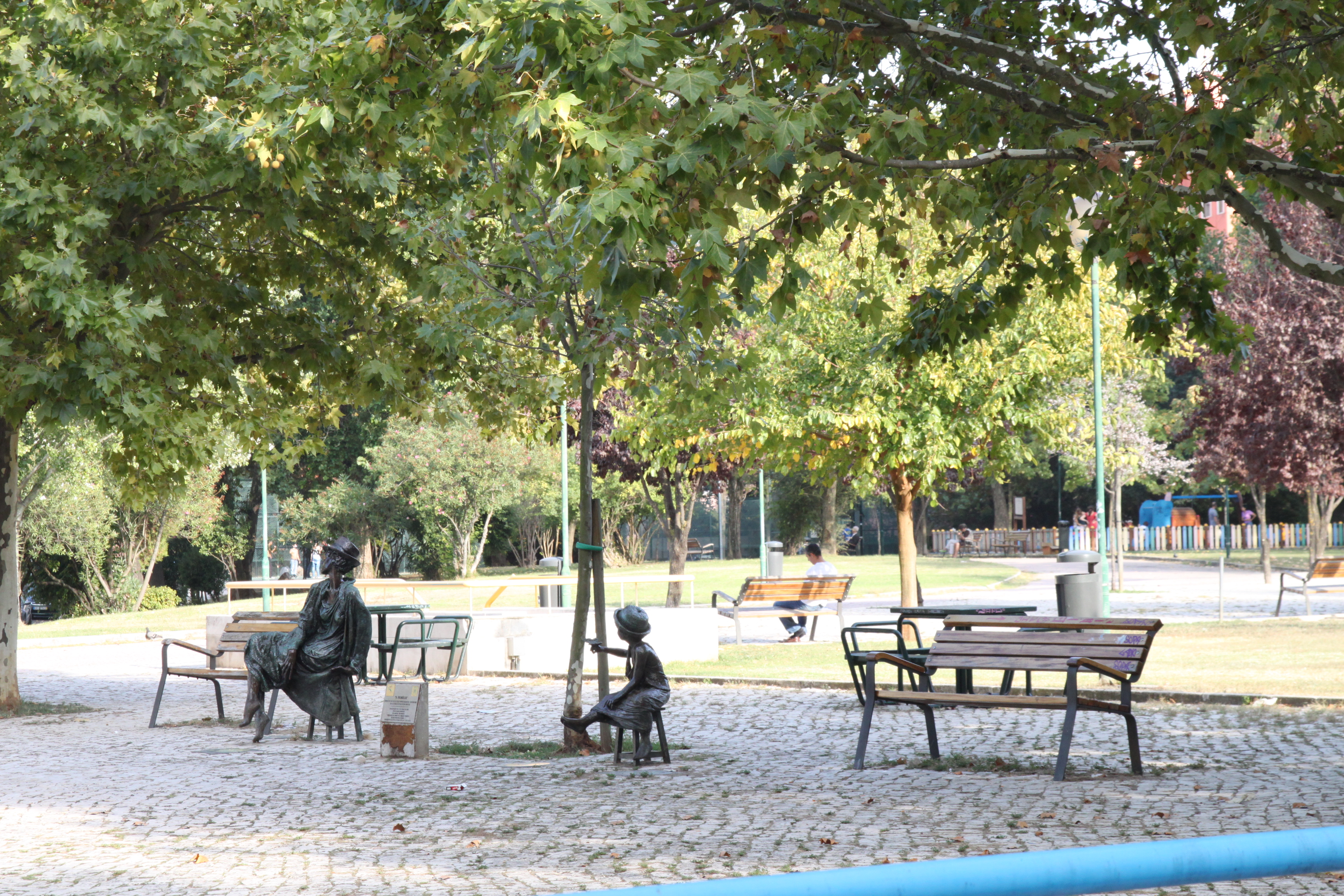
Jardim Fernando Pessa, Lisboa

- Como "Recompensa de uma Carreira" Fernando Pessa recebeu o Prémio da Imprensa (1981), ou Prémio da Bordalo, entregue pela Casa da Imprensa, em 1982, numa cerimónia em que também foram distinguidos, na mesma categoria de "Televisão", o realizador Luís Andrade, a vedetas Tony Silva (Herman José) e o programa Sabadabadu.[13]
- Em julho de 1992, recebeu o "Prémio Carreira", instituído pelo Clube Português de Imprensa.[3]
- Como "Consagração de Carreira" Fernando Pessa recebeu Prémio Bordalo (1993), antigo Prémio da Imprensa, o seu segundo, tendo sido entregue pela Casa da Imprensa, em março de 1994.[13]
- Em 1981 Fernando Luís de Oliveira Pessa foi feito Comendador da Ordem do Infante D. Henrique, a 13 de julho.[3][14]
- Em 1991 foi feito Grande-Oficial da Ordem do Mérito, a 10 de Junho[3][14]
- Medalha de Serviços Distintos[3]
- Medalha Naval de Vasco da Gama[3]
- Membro Honorário da Ordem do Império Britânico[3] (Não registado em Portugal)[15]
- Em 2005, no dia em que Pessa faria 103 anos, foi inaugurado o requalificado e renomeado Jardim Fernando Pessa, situado na freguesia do Areeiro, junto ao Fórum Lisboa (antigo Cinema Roma), em homenagem ao jornalista, que vivia perto e regularmente utilizava o espaço para os seus passeios, a pé ou de bicicleta.[16][17][18]
- A Câmara Municipal de Lisboa dedicou-lhe, postumamente, o nome do Auditório Fernando Pessa.[onde?][quando?]